# Adolf Piltz
Adolf Piltz (Ilmenau, 8 de dezembro de 1855 — Großheringen, 1940) foi um matemático alemão.

## Obras
- Doktorarbeit: Über das Gesetz, nach welchem die mittlere Darstellbarkeit der natürlichen Zahlen als Produkte einer gegebenen Anzahl Faktoren mit der Grösse der Zahlen wächst, Berlin, 1881 (Göttinger Digitalisierungszentrum)
- Habilitationsschrift: Über die Häufigkeit der Primzahlen in arithmetischen Progressionen und über verwandte Gesetze, Neuenhahn, Jena, 1884 (online)
- Mitteilung über das Dreikörperproblem, Jahresbericht der DMV 1, 68–70, 1890/91
- Eine Mitteilung aus der Zahlentheorie, Naturf. Ges. Halle 64, 15–16, 1891